# Колумбия (округ, Джорджия)
Колу́мбия (англ. Columbia County) — округ штата Джорджия, США. Население округа на 2000 год составляло 89288 человек. Административный центр округа — город Аплинг.

## История
Округ Колумбия основан в 1790 году.

## География
Округ занимает площадь 751,1 км².

## Демография
Согласно Бюро переписи населения США, в округе Колумбия в 2000 году проживало 89288 человек. Плотность населения составляла 118.9 человек на квадратный километр.